# José del Castillo Sáenz de Tejada
Pour les articles homonymes, voir Castillo et Sáenz.
José del Castillo Sáenz de Tejada (Alcalá la Real, province de Jaén, 1901 - Madrid, 1936) était un militaire et garde d'assaut espagnol.
Au terme d’une carrière militaire dans des unités combattantes, notamment en Afrique du Nord, il reçut une affectation dans la métropole, mais sollicita, après l’avènement de la République en 1931, sa mutation dans la Garde d’assaut. Professant des idées de gauche, il adhéra au PSOE et officia comme instructeur pour les milices des Jeunesses socialistes. 
Lors de la révolution de 1934, appelé à intervenir comme officier de la Garde d’assaut contre une manifestation ouvrière, il opposa son refus et fut condamné pour insubordination. En avril 1936, pendant l’un des nombreux incidents violents qui faisaient suite à la victoire du Front populaire, il fut amené à faire feu sur des militants d’extrême droite, tuant l’un d’entre eux. En représailles, il fut assassiné à son tour en pleine rue, le 12 juillet 1936, crime que ses camarades de gauche vengèrent quelques jours plus tard en abattant de plusieurs balles dans la tête le dirigeant conservateur Calvo Sotelo. Cet attentat fatidique sera, non la cause, mais l’élément déclencheur du coup d’État militaire du 18 juillet suivant et, par là, de la Guerre civile.

## Biographie

### Premières années et formation
Né dans la province andalouse de Jaén, José Castillo avait pour père Valeriano del Castillo, avocat, aux idées libérales, et pour mère Cariño Sáenz de Tejada, d’ascendance aristocratique. Il obtint son baccalauréat à Grenade, dans le même collège que Federico García Lorca. En 1919, il entra sur concours à l’Académie d'infanterie de Tolède (es), d’où il sortit diplômé en 1922, avec le grade d’enseigne.
Versé dans le groupe de Réguliers indigènes de Tétouan no 1, il prit part à la guerre du Rif, où il monta, par mérites de guerre, au rang de lieutenant. En 1928, après que le succès du débarquement d'Al Hoceima de 1924 et des opérations militaires subséquentes eurent mis fin à la guerre au Maroc, José Castillo reçut une affectation dans la métropole espagnole, au sein du régiment d’infanterie d’Alcalá de Henares.

### Activité sous la Seconde République
Après la proclamation de la Seconde République, Castillo commença à s’engager en politique, peut-être sous l’influence de Fernando Condés Romero, lieutenant lui aussi, aux idées radicales, avec qui il s’était lié d’amitié pendant la guerre au Maroc et qui au terme de celle-ci s’était enrôlé dans la Garde civile. Sympathisants déclarés du socialisme, tous deux se mirent à fréquenter les cercles liés au Parti socialiste ouvrier espagnol (PSOE), adhérant notamment à l’organisation de jeunesse de ce parti, les JSE (Jeunesses socialistes d'Espagne). Les deux hommes furent chacun condamnés pour leur comportement lors de la révolution de 1934, Castillo ayant en particulier, après avoir été placé à la tête d’une section de mortiers, refusé de réprimer une manifestation ouvrière dans le quartier madrilène de Cuatro Caminos en alléguant qu’il « ne tirait pas sur le peuple »,. Cet acte d’insubordination lui valut de passer en jugement devant un conseil de guerre, qui le condamna à un an de prison militaire, peine que José Castillo purgea à la prison militaire d’Alcalá de Henares. Remis en liberté en novembre 1935, sa peine une fois purgée, José Castillo en vint, face au tour que prenaient les événements politiques, à adopter une attitude plus résolue encore en faveur de ses idées de gauche et décida de s’affilier à l’Union militaire républicaine antifasciste (UMRA), sous l’égide de laquelle il était chargé de l’instruction des milices des JSE. En janvier 1936, il dut à nouveau comparaître devant un tribunal sur l’accusation d’appartenance aux JSE, mais bénéficia d’un non-lieu pour manque de preuves.
Au lendemain de la victoire du Front populaire aux élections de février 1936, José Castillo sollicita et obtint de passer à la Garde d'assaut. Après son intégration dans ce corps, qui eut lieu le 12 mars de la même année, José Castillo reçut une destination dans la 2e Cie de spécialités (2ª Compañía de Especialidades), casernée à Madrid dans la Real Casa de Postas (littér. Maison royale des postes, édifice connu aussi sous son nom historique de caserne de Saragosse, ou encore de caserne de Pontejos), sise Plaza del Marqués Viudo de Pontejos (ou Plaza Pontejos), non loin de la Puerta del Sol, et jouxtant le siège du ministère de l’Intérieur. C’était l’époque où se produisaient d’incessants affrontements violents entre militants de gauche et de droite — plus particulièrement, en ce qui concerne ces derniers, des phalangistes et carlistes —, de même que sévissait une vague d’attentats contre les militaires appartenant à l’UMRA.
Au cours de l’un de ces incidents, survenu le 14 avril 1936, lors des cérémonies commémoratives à l’occasion du 5e anniversaire de la République, l’enseigne de la Garde civile Anastasio de los Reyes fut (accidentellement) tué après avoir admonesté un groupe de personnes que chahutait le défilé de la Garde civile. Lors des funérailles, en dépit des efforts du gouvernement de Front populaire pour que l’inhumation se déroule dans l’intimité familiale, mais certes en présence de représentants des ministères de la Guerre et de l’Intérieur, les camarades d’Anastasio de los Reyes décidèrent de lui rendre les honneurs publics et de porter son cercueil sur leurs épaules à travers les rues de Madrid. Alors que le cortège funèbre était pris à partie par des militants de droite et que la ville était devenue le théâtre de fusillades et d’échauffourées, les gardes d’assaut, emmenés par le lieutenant José del Castillo, tentèrent de dissoudre le cortège par la force. Après le départ de la famille endeuillée, les incidents et coups de feu s’accrurent encore sur la place Manuel Becerra, dans le district de Salamanca, où s’étaient concentrés de nombreux militants d’ultra-droite. Lorsque le préfet de police donna ordre de les disperser, la situation se crispa et la police dut faire usage de ses armes à feu, faisant cinq morts et un grand nombre de blessés graves. Parmi les morts figurait le phalangiste de 24 ans Andrés Sáenz de Heredia y Arteta, cousin de José Antonio Primo de Rivera, fondateur de la Phalange, tandis qu’un jeune militant carliste, alors non-armé, José Luis Llaguno Acha, fut grièvement blessé par des tirs à bout portant venus (selon certaines sources) du lieutenant José del Castillo lui-même. Ces mêmes sources affirment que les coups de feu ayant causé la mort d’Andrés Sáenz provenaient également de Castillo,,,,. Sur le point d’être lynché par les manifestants enragés, Castillo dut être extrait des lieux par les agents sous son commandement, qui l’emmenèrent à la Direction générale de la sûreté, où, après avoir fait sa déposition, il fut remis en liberté sans inculpation.
À partir de ce jour, Castillo était la cible des mouvements et milices de droite — nommément : Acción Popular (AP), Comunión Tradicionalista, Phalange espagnole et Renovación Española — et faisait l’objet de menaces croissantes de la part d’éléments violents liés à ces mouvements, de sorte que ses supérieurs eurent soin de l’éloigner de Madrid, notamment en l’intégrant fin avril 1936 dans l’escorte chargée d’accompagner le président du Conseil des ministres, Diego Martínez Barrio, pendant sa visite officielle à Séville. À son retour dans la capitale, il lui fut proposé d’être muté hors de Madrid pour une affectation à Barcelone, cependant José Castillo déclina cette offre, au motif de son mariage prochain, le 20 mai, avec Consuelo Morales. Il eut à subir deux tentatives manquées d’assassinat et était escorté à son insu par les milices des Jeunesses socialistes.

### Assassinat (12 juillet 1936)

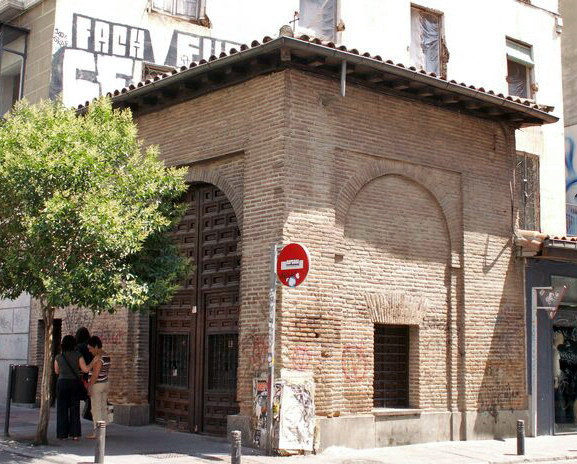
L’ermitage Humilladero de Nuestra Señora de la Soledad, à l’angle des rues de Fuencarral et Augusto Figueroa, dans le centre de Madrid. C’est devant les portes de cet édifice que fut assassiné le lieutenant José Castillo.

Le 12 juillet 1936, au sortir d’une course de taureaux, José Castillo fut averti par une militante socialiste que des rumeurs couraient selon lesquelles un nouvel attentat contre sa vie allait être commis dans la soirée ; pourtant Castillo décida, après une promenade avec sa femme, de rejoindre son poste comme à l’accoutumée. Vers les dix heures du soir, au moment où, pour se rendre à la caserne de Pontejos, il doublait l’angle formé par la rue Augusto Figueroa et la rue de Fuencarral, dans le centre de Madrid, quatre hommes d’extrême droite armés de pistolets (des carlistes appartenant au Tercio de Requetés de Madrid, selon l’historien Ian Gibson, ou des phalangistes, d’après d’autres auteurs dont Paul Preston) firent feu sur lui sans lui laisser le temps de se saisir de son arme de service. Avec l’aide du journaliste Juan de Dios Fernández Cruz, qui venait à passer fortuitement par les lieux, il fut transporté, mort déjà, dans un poste de secours proche. Deux passants avaient également été blessés dans l’attentat.
José Castillo fut inhumé au cimetière civil de Madrid.

#### Suites de l’assassinat

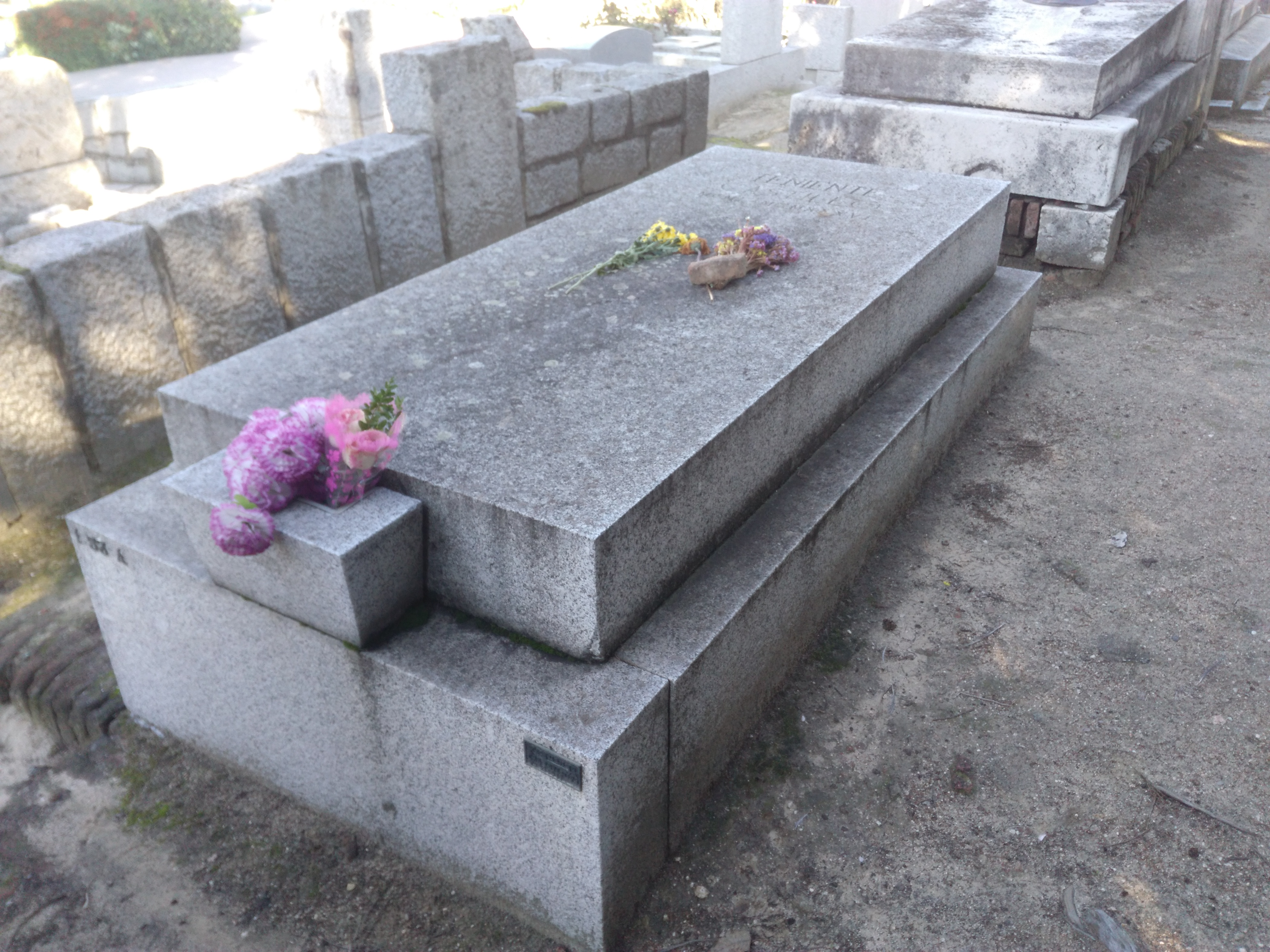
Tombe de José Castillo dans le cimetière civil de Madrid.

Sans doute José Castillo n’était-il qu’un parmi d’autres militaires de l’UMRA assassinés par des hommes de main de la droite — le 7 mai déjà, le capitaine du Génie Carlos Faraudo, également membre de l’UMRA, avait été assassiné — et son nom ne serait-il pas entré dans l’Histoire, sans les événements survenus ensuite, après que ses camarades eurent pris connaissance de sa mort ; son assassinat allait en effet donner lieu, en guise de représailles, à l’enlèvement et à l’assassinat, perpétrés par quelques-uns de ses camarades, d’une des personnalités politiques les plus en vue de l’époque, José Calvo Sotelo, dirigeant de Renovación Española, parti conservateur et monarchiste.
La thèse postulée par la majorité de l’historiographie actuelle tient que les camarades de Del Castillo, plus particulièrement Fernando Condés, mirent sur pied un groupe de volontaires avec l’objectif d’assassiner le chef de la CEDA, José María Gil-Robles, mais que, ne le trouvant pas à son domicile, se rendirent en lieu et place au logis de José Calvo Sotelo, qu’ils enlevèrent de son domicile, en trompant son escorte avec un faux mandat d'arrêt ; ensuite, après que Luis Cuenca Estevas eut dirigé deux coups de feu sur Calvo Sotelo à l’intérieur de la voiture dans laquelle ils avaient pris place, le groupe abandonna son cadavre au dépôt du cimetière de l’Est. Toutefois, quelques auteurs révisionnistes, comme l’écrivain César Vidal, ont repris la théorie autrefois mise en avant par l’historiographie franquiste et selon laquelle l’assassinat de Calvo Sotelo avait été planifié longtemps avant l’assassinat du lieutenant Castillo. Pour preuve de la thèse portant que l’assassinat avait été décidé dès le 9 mai de la même année, Vidal signale la tenue d’une réunion d’un groupe de francs-maçons, dont feraient foi les supposés aveux d’un des participants, Urbano Orad de la Torre, dans un entretien accordé au journal ultraconservateur, entre-temps disparu, El Imparcial. Pourtant, Orad de la Torre lui-même allait écrire deux jours plus tard au journal El País afin de nier toute implication de la franc-maçonnerie, en taxant El Imparcial d’« injurieux et d’inexact dans ses intitulés et dans ses contenus ».
Les militaires qui exécutèrent quatre jours plus tard le coup d’État du 17 juillet 1936 ne cesseront de répéter qu’ils s’étaient insurgés à la suite de l’assassinat de Calvo Sotelo. Il est notoire cependant que le putsch avait au contraire été envisagé dès le lendemain de la victoire électorale du Front populaire en février 1936 et que les préparatifs en avaient été faits, et le mode opératoire concerté et mis au point, de nombreux mois avant le coup de force.

## Famille
José Castillo avait deux frères, dont l’un, Francisco, allait devenir officier dans l’armée populaire de la République, puis dans l’armée rouge.